# Gasometer Wienerberg
Der Gasometer Wienerberg im 10. Wiener Gemeindebezirk Favoriten war der vorletzte von der Stadt Wien errichtete derartige Gasbehälter. Ihm folgte nur noch der Gasometer VI auf dem Gelände des Gaswerks Simmering.

## Standort
Der Gasometer Wienerberg wurde auf dem an der Kreuzung Wienerbergstraße-Eibesbrunnergasse gelegenen Areal des von der am 18. Februar 1872 gegründeten Wiener Gasindustrie Aktiengesellschaft zwischen 1883 und 1884 erbauten Gaswerk Wienerberg errichtet. Nach dem Auslaufen des letzten Beleuchtungsvertrages der Imperial-Continental-Gas-Association mit der Stadt Wien war dieses Gaswerk das letzte privat geführte Gaswerk in Wien. Versorgt wurden ab 1912 nur noch außerhalb von Wien gelegene Gemeinden im Bereich der Südbahnstrecke. Mit 1. Jänner 1940 wurde die Wiener Gasindustrie Aktiengesellschaft mit ihren Gaswerken auf dem Wienerberg, in Wiener Neudorf und Traiskirchen von der Gemeinde Wien übernommen. Wann die Stilllegung erfolgte, ist nicht bekannt.

## Geschichte
Am 2. Jänner 1957 wurde die Errichtung des Gasbehälters erteilt, zur Auftragsvergabe für den Bau kam es am 23. Mai 1958. Ab dem Frühjahr 1959 baute die VÖEST nach Plänen der MAN gemeinsam mit weiteren 96 Firmen den Gasbehälter. Eröffnet wurde der Gasometer Wienerberg am 28. November 1960. Abgerissen wurde er 1987.

## Technik
Gedacht war der Gasometer bei steigendem Gasverbrauch in Wien zur Sicherung der Versorgung in den südlichen und westlichen Bezirken der Stadt Wien. Die Inbetriebnahme des Gasometers Wienerberg steigerte den Speicherraum der Wiener Gaswerke um rund 25 Prozent.
Vor der Fertigstellung des Gasometer Wienerberg verfügten die Wiener Gaswerke über ein Gesamtspeichervolumen von 1.150.000 Kubikmeter. Davon lagen 700.000 Kubikmeter im Versorgungsgebiet des Gaswerks Leopoldau. Durch die Errichtung des neuen Gasometers mit einem Fassungsvermögen von 300.000 Kubikmetern verfügte auch das Versorgungsgebiet des Gaswerks Simmering über eine fast gleich große Speicherkapazität.
Technisch entsprach dieser Gasbehälter dem größeren der beiden auf dem Gelände des Gaswerks Leopoldau, der um rund 32 Jahre älter war.
Der 104 Meter hohe und 24-eckige Gasometer besaß einen Außendurchmesser von rund 67,5 Metern und wurde als Scheiben- oder Trockenbehälter errichtet, also ohne eine durch ein Wasserbecken abgedichteten Glocke.
Dieser Behältertyp bestand aus einem oben geschlossenen, aus 4,5 Millimeter starkem Stahlblech gefertigten Zylinder, in dem das gespeicherte Gas lediglich von einer rund 500 Tonnen schweren Stahlplatte unter Druck gehalten wurde, die sich je nach vorhandener Gasmenge wie ein Kolben in diesem Zylinder auf und ab bewegte. Gegen die Außenwand wurde diese Stahlplatte durch elastische Dichtungen abgeschlossen. Dabei auftretende Undichtheiten wurden durch auf der beweglichen Stahlplatte befindliches Öl abgedichtet. Herabfließendes Öl wurde auf dem Boden des Gasbehälters aufgefangen und wieder auf die Oberseite der Scheibe gepumpt.
Der Gasometer Wienerberg wurde an das bereits bestehende Mitteldrucknetz sowie über eine neu verlegte Mitteldruckrohrleitung mit 700 Millimetern Nenndurchmesser an einen im damaligen Sankt-Johann-Park in Margareten gelegenen Verteilungsknoten angeschlossen. Auf diese Art konnte auf dem Wienerberg gespeichertes Gas sowohl in das Versorgungsgebiet südlich von Wien bis Traiskirchen und auch in den Westen Wiens bis Hadersdorf-Weidlingau geleitet werden.
Zur Gasbeförderung in den Süden wurden drei Rotationskompressoren mit einer Förderleistung von je 5.500 Kubikmetern Gas pro Stunde und weitere drei Rotationsgebläse mit einer Förderleistung von je 25.000 Kubikmetern Gas stündlich Richtung Westen installiert.
Für die betriebsinterne Kommunikation wurde auf dem Dach des Gasometers Wienerberg zusätzlich noch eine UKW-Antenne installiert.